# Tvärsnytt
Tvärsnytt var ett regionalt nyhetsprogram på Sveriges Television som täckte Örebro län och Västmanlands län.
Tvärsnytt startade sina sändningar från TV-huset i Almby, Örebro år 1986. Från början täckte Tvärsnytt Örebro län, Värmlands län och norra delen av Södermanlands län. Norra Södermanlands län fördes över till Östnytt år 1988. År 2001 delades Tvärsnytt och i Värmlands län sändes därefter istället Värmlandsnytt.
Det har sedan starten funnits redaktioner i både Örebro och Västerås. År 2004 hade Tvärsnytt i genomsnitt 133 000 tittare vilket motsvarade 26% av de personer som är bosatta i nyhetsområdet Örebro och Västmanlands län.[källa behövs]
År 2015 ersattes Tvärsnytt av SVT Nyheter Västmanland och SVT Nyheter Örebro.

## Historia
När Sveriges Radio i början av 1970-talet gjorde provsändningar av regionala nyhetsprogram ingick bland annat Bergslagsnytt som sändes våren 1973 från Örebro, med start i februari. Till skillnad från de andra regionala nyhetsprogrammen (Sydnytt, Västnytt, Nordnytt) permanentades inte Bergslagsnytt utan lades ner efter provsändningarna.
Mellansverige skulle istället bli näst sist i Sverige med att permanent få regionala TV-nyheter. Namnet Tvärsnytt ska ha kommit från en dam dåvarande chefen för SVT Örebro Jan Sandqvist mötte i Lindesberg. Vid starten utgjordes sändningsområdet av Värmlands län, Örebro län, Västmanlands län och norra Södermanlands län.
Premiären var satt till den 3 mars 1986. Ett par dagar innan dess mördades statsminister Olof Palme. Premiärsändningen – ledd av Per Malm – var således något nedtonad.
Vid starten av Tvärsnytt såg huvuddelen av Södermanlands län Östnytt medan länets norra del som låg närmare Västmanlands län tog emot TV från Västeråssändaren som sände Tvärsnytt. Denna tudelning av länet var en källa till missnöje redan vid starten. Med start 1988 sändes därför en extra version av TV2 med Östnytt från Västeråssändaren, vilket gjorde att hela länet kunde föras över till Östnytts bevakningsområde.
Den 3 september 2001 fick Värmlands län ett eget regionalprogram i Värmlandsnytt och Tvärsnytt kunde koncentrera sig på Örebro län och Västmanlands län.
I september 2004 flyttade Tvärsnytt in i nya lokaler i "Teliahuset" mittemot Conventum på Fabriksgatan i centrala Örebro. Den första sändningen därifrån gjordes den 31 oktober 2004.
Den 25 februari 2008 startade Västmanlandsnytt som en upplaga av Tvärsnytts huvudsändning enbart för Västmanlands län. Västmanlandsnytt sändes bara en gång per vardagskväll, övriga sändningar kvällen och de snart därefter återinförda morgonsändningarna var gemensamma för båda länen.
Den 13 april 2015 genomfördes en större omorganisation av SVT:s lokala nyhetsutbud som innebar att Västmanlandsnytt blev en självständig nyhetsregion under namnet SVT Nyheter Västmanland. Nyheterna för Örebro län bytte namn till SVT Nyheter Örebro och titeln Tvärsnytt upphörde.

## Redaktionschefer
- 1986–: Jan Wilhelmsson
- –2005: Olav Sandström[5]
- 2006–2011: Jane Isaksson[6]
- 2011–2015: Linda Hermansson[7]